# Chilliwack
|                       | Jan   | Feb   | Mär   | Apr   | Mai  | Jun  | Jul  | Aug  | Sep  | Okt   | Nov   | Dez   |   |         |
| Mittl. Tagesmax. (°C) | 5,2   | 8,3   | 11,3  | 15,3  | 18,6 | 21   | 24,4 | 24,5 | 21,8 | 15,2  | 9,1   | 5,9   | ⌀ | 15,1    |
| Mittl. Tagesmin. (°C) | −0,5  | 1,1   | 2,7   | 5     | 8,1  | 10,7 | 12,5 | 12,2 | 9,6  | 6,4   | 3     | 0,4   | ⌀ | 6       |
|                       |       |       |       |       |      |      |      |      |      |       |       |       |   |         |
| Niederschlag (mm)     | 232,2 | 165,2 | 173,2 | 120,4 | 99,3 | 92,6 | 54,3 | 60,8 | 82,4 | 167,3 | 268,2 | 271,8 | Σ | 1.787,7 |

| −0,5 |

| 1,1 |

| 2,7 |

| 5 |

| 8,1 |

| 10,7 |

| 12,5 |

| 12,2 |

| 9,6 |

| 6,4 |

| 3 |

| 0,4 |

| −0,5 |

| 1,1 |

| 2,7 |

| 5 |

| 8,1 |

| 10,7 |

| 12,5 |

| 12,2 |

| 9,6 |

| 6,4 |

| 3 |

| 0,4 |

Chilliwack ist eine Stadt in der kanadischen Provinz British Columbia. Die Stadt liegt rund 100 Kilometer östlich von Vancouver in den Lower Mainlands im Fraser Valley Regional District.

## Geographie
Chilliwack liegt im Süden der kanadischen Provinz British Columbia, etwa 100 Kilometer östlich von Vancouver. Die nördliche Grenze der Stadt bildet der Fraser River. Im Süden liegt der Vedder River und die Grenze zum US-amerikanischen Bundesstaat Washington.

## Geschichte
Nachdem 1857 das erste Gold am Fraser River entdeckt worden war, kamen innerhalb eines Jahres etwa 30.000 Goldsucher in das Gebiet, das vorher ausschließlich von Ureinwohnern bewohnt war. Die Gemeinde Chilliwhack wurde 1873 gegründet und ist somit die drittälteste in British Columbia. Südlich von Chilliwhack entstand das Geschäftszentrum der Gemeinde, das Five Corners genannt wird. 1881 wurde der Ortsteil Centreville erbaut. Dieser wurde jedoch sechs Jahre später umbenannt und hieß nun wie der Hauptort Chilliwhack. Der Ortsteil wurde 1908 vom Hauptort getrennt und wurde zur City of Chilliwack. Beide Orte waren 72 Jahre voneinander getrennt, bis 1980 der Bezirk Chilliwack gegründet wurde. 1999 schlossen sie sich endgültig wieder zusammen, und der Bezirk wurde aufgelöst.
1889 eröffnete in Sardis, einem Stadtteil von Chiliwack, eine kirchliche Internatsschule, die „Coqualeetza Residential School“. Dabei handelte es sich um eine von rund 130 in ganz Kanada bestehenden Residential Schools für die Kinder der Indianer und Inuit, die dort überwiegend gegen ihren Willen internatsartig untergebracht wurden. Die Schule in Sardis wurde 1940 geschlossen. Allgemein kam es in diesen Schulen, die in der Regel von kirchlichen Organisationen betrieben wurden, zu Tausenden von Übergriffen auf die Schüler, zu hohen Sterblichkeitsraten, für die sich die kanadische Bundesregierung im Jahr 2008 entschuldigte.
Am 24. November 1984 wurde das zwischen 1910 und 1912 im Beaux-Arts-Stil erbaute Rathaus zur National Historic Site of Canada erklärt.

## Demographie
Die letzte offizielle Volkszählung, der Census 2016, ergab für die Ansiedlung eine Bevölkerungszahl von 83.788 Einwohnern, nachdem der Zensus 2011 für die Gemeinde noch eine Bevölkerungszahl von 77.936 Einwohnern ergeben hatte. Die Bevölkerung nahm damit im Vergleich zum letzten Zensus im Jahr 2011 um 7,5 Prozent zu und entwickelte sich stärker als im Provinzdurchschnitt, dort mit einer Bevölkerungszunahme von 5,6 Prozent. Bereits im Zensuszeitraum 2006 bis 2011 hatte die Einwohnerzahl in der Gemeinde überdurchschnittlich um 12,6 Prozent abgenommen, während sie im Provinzdurchschnitt um 7,0 Prozent zunahm.
Zum Zensus 2016 lag das Durchschnittsalter der Einwohner bei 40,8 Jahren und damit weit über dem Provinzdurchschnitt von 42,3 Jahren. Das Medianalter der Einwohner wurde mit 41,3 Jahren ermittelt. Das Medianalter aller Einwohner der Provinz lag 2016 bei 43,0 Jahren. Zum Zensus 2011 wurde für die Einwohner der Gemeinde noch ein Medianalter von 39,8 Jahren beziehungsweise für die Einwohner der Provinz von 41,9 Jahren ermittelt.
Bevölkerungsentwicklung
| Zensus | Chilliwack | Chilliwack       | British Columbia | British Columbia |
| Zensus | Einwohner  | Veränderung in % | Einwohner        | Veränderung in % |
| ------ | ---------- | ---------------- | ---------------- | ---------------- |
| 2016   | 83.788     | +7,5             | 4.648.055        | +5,6             |
| 2011   | 77.936     | +12,6            | 4.400.057        | +7,0             |
| 2006   | 69.217     | +10,6            | 4.113.487        | +5,3             |
| 2001   | 62.927     | +4,6             | 3.907.738        | +4,9             |
| 1996   | 60.186     | +21,5            | 3.724.500        | +13,5            |
| 1991   | 49.531     |                  | 3.282.061        |                  |

## Klima
Laut der Klimaklassifikation nach Köppen und Geiger herrscht in Chilliwack ein gemäßigtes Ozeanklima (Cfb). Chilliwack verfügt damit über ein mildes Klima mit kleineren Extrembedingungen. Das milde Klima eignet sich hervorragend für die Landwirtschaft und den Anbau von Obst und Gemüse sowie Getreide. Die Sommer in Chilliwack sind vorwiegend sonnig und heiß. Die höchste Temperatur, die in Chilliwack gemessen wurde, betrug am 28. Juni 2021 rund 43,7 Grad Celsius. Die niedrigste Temperatur, die jemals gemessen wurde, betrug am 31. Januar 1929 minus 26,7 Grad Celsius. Niederschlag fällt hauptsächlich in Form von Regen sowie etwas Schnee nur in den Bergen. Tageslicht herrscht sehr lange, meist bis 22 Uhr.

## Wirtschaft
Die Wirtschaft in Chilliwack besteht neben dem Tourismus aus den Sektoren:
- Landwirtschaft
- verarbeitendes Nahrungsmittelgewerbe
- Produktionsgewerbe
- Dienstleistungen

## Bildung
In Chilliwack befinden sich insgesamt 31 öffentliche Schulen, davon eine katholische Schule. Die zwei größten High Schools sind die Sardis Secondary School und die Chilliwack Secondary School, die die Klassen zehn bis zwölf beherbergen. Des Weiteren befinden sich darunter fünf weiterführende Schulen für die Klassen sieben bis neun.
Die größte Universität in der Region ist die University of the Fraser Valley, an der zirka 15.000 Studenten studieren, die auf mehreren Campusanlagen verteilt sind.

## Verkehr
Chilliwack liegt am Trans-Canada Highway (Highway 1). Dieser führt durch die Stadt.
Am südöstlichen Stadtrand von Chilliwack befindet sich der örtliche Flugplatz (IATA-Flughafencode: YCW, ICAO-Code:CYCW). Der Flugplatz hat nur eine asphaltierte Start- und Landebahn von 1215 Meter Länge.
An der örtlichen Bahnstation der Stadt stoppt der transkontinentale Fernverkehrszug The Canadian der Gesellschaft VIA Rail auf seiner Fahrt zwischen Toronto und Vancouver.
Der öffentliche Personenverkehr wird durch das Chilliwack/Agassiz-Harrison Transit System angeboten, das von BC Transit betrieben wird. Aktuell werden zwölf Routen angeboten. Die Fahrrouten eins bis neun verkehren hauptsächlich in der Innenstadt und der angrenzenden Gegend. Die Route 66 ist eine Regionalroute, der „Fraser Valley Express“. Die Route elf verbindet Chilliwack mit Kent und Harrison Hot Springs, und die Route 22 verkehrt nach Hope. Route sechs ist eine Shuttle-Verbindung zum Cultus Lake, an dem der Cultus Lake Provincial Park liegt, und fährt nur in den Sommermonaten.

## Sport

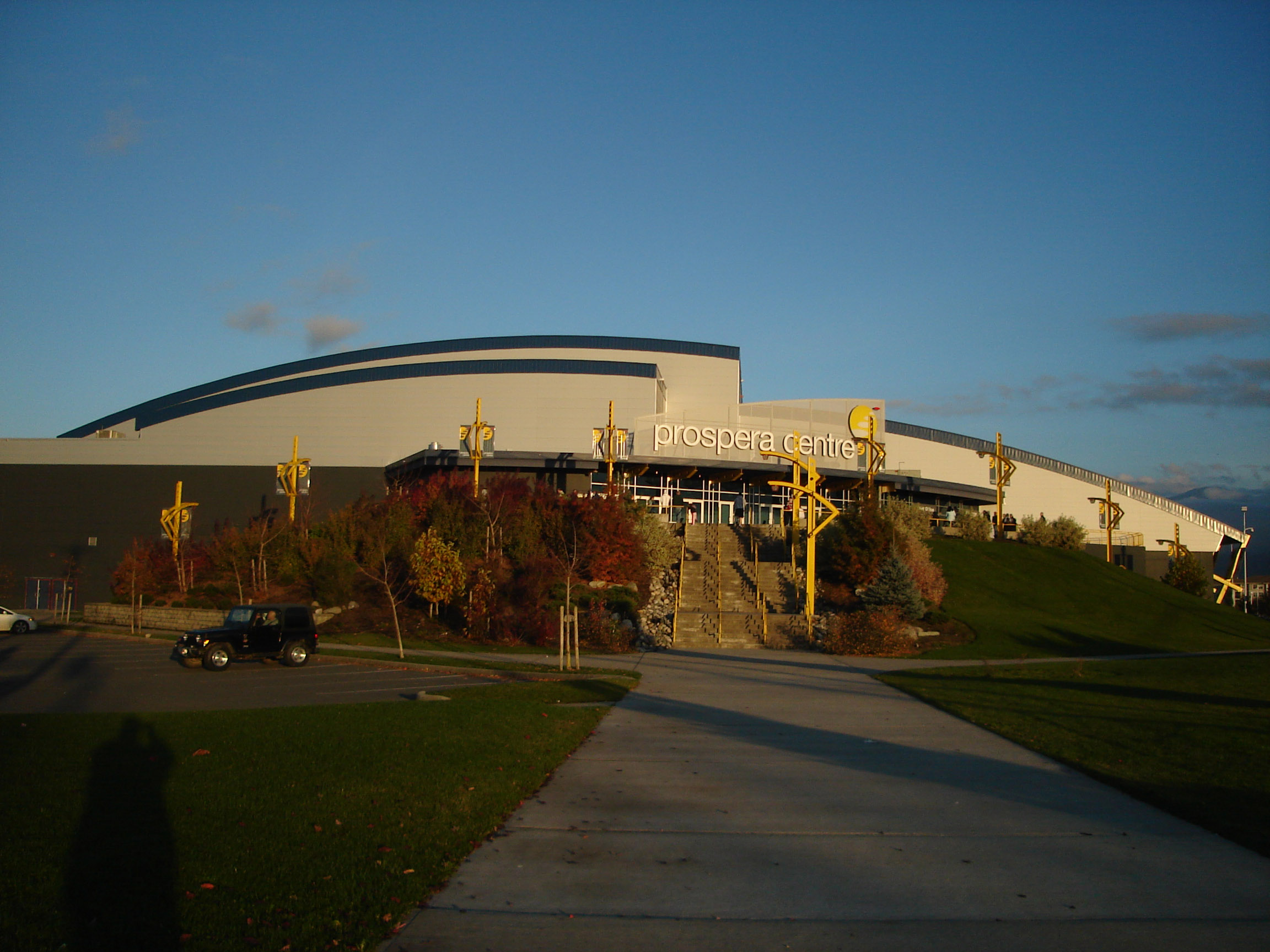
Das Prospera Centre in Chilliwack

Der Eishockeyclub der Chilliwack Bruins spielte von 2006 bis 2011 in der Western Hockey League. Die Heimspiele der Mannschaft fanden im Prospera Centre statt, das Platz für 5700 Zuschauer bot.

## Söhne und Töchter der Stadt
- Sydney Humphreys (1926–2015), Geiger und Musikpädagoge
- Steven Point (* 1951), ehemaliger Vizegouverneur der Provinz
- Rita Steblin (1951–2019), Musikwissenschaftlerin
- Jim Vallance (* 1952), Musiker und Komponist
- Keith Hunter Jesperson (* 1955), Serienmörder
- Dave Archibald (* 1969), Eishockeyspieler und -trainer sowie Medaillengewinner bei den Olympischen Spielen
- Doug Ast (* 1973), Eishockeyspieler
- Amber Allen (* 1975), Fußballspielerin
- Nathan Martz (* 1981), Eishockeyspieler
- Tyler Christopher (* 1983), Leichtathlet
- Kevin Hill (* 1986), Snowboarder
- Rowan Hamilton (* 2000), Hammerwerfer
- Jordyn Huitema (* 2001), Fußballerin